# Margarida Troguet i Taull
Margarida Troguet i Taull (Senet, l'Alta Ribagorça, 1959) és una gestora cultural catalana, especialitzada en l'àmbit de les arts escèniques.
Nascuda a l'Alta Ribagorça, de petita es va establir a Lleida amb la seva família. Va entrar en contacte amb el món de les arts escèniques amb la companyia L'Esquetlla Teatre. Posteriorment, va ser directora del Teatre Municipal de l'Escorxador de Lleida del 1998 fins al 2015. El 2015 va patir un fort accident de trànsit. Posteriorment, esdevindria gestora cultural independent dins de l’àmbit escènic: elabora continguts i duu a terme comissariats i acompanyaments de projectes escènics. Ha col·laborat amb festivals com el Sismògraf d'Olot, entre molts d'altres. Des de 2019 és la vicepresidenta del Consell Nacional de la Cultura i de les Arts.